# 圆睾阔盘吸虫
圆睾阔盘吸虫（学名：Eurytrema sphaeriorchis）为双腔科阔盘属的动物。在中国大陆，分布于福建浦城等地，营寄生生活，终末宿主黄牛以及寄生于胰脏表面胰管。该物种的模式产地在福建浦城。